# 尖嘴魟

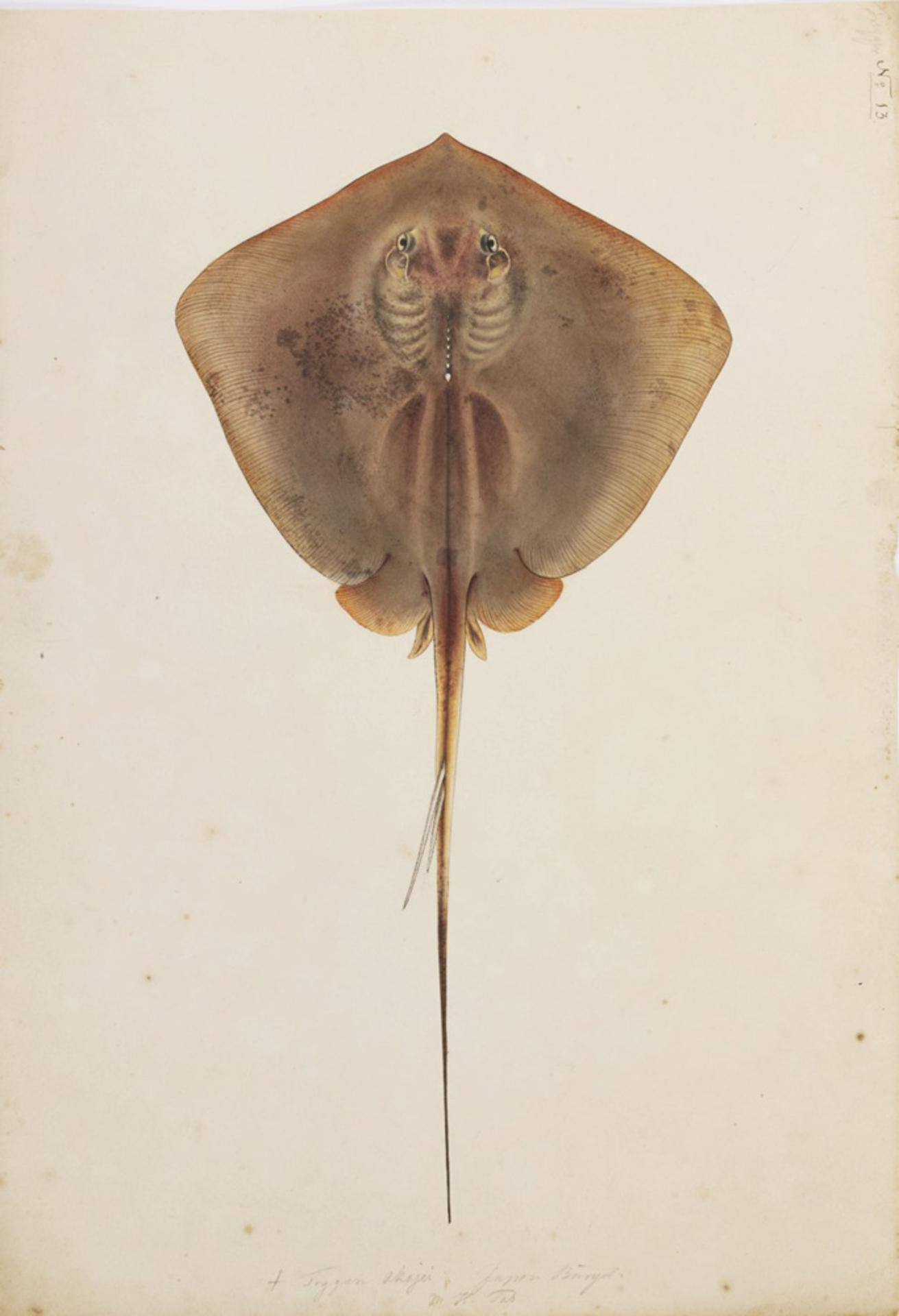
尖嘴魟的歷史彩色繪圖(1823-1829)

尖嘴魟，又稱尖嘴土魟，俗名魴仔，是軟骨魚綱鲼目魟科的一種，被IUCN列為易危保育類動物。德國生物學家Johannes Müller和Friedrich Henle最初在其1841年的Systematische Beschreibung der Plagiostomen中，他們以“zugu-ei”（該物種的日語名稱）命名為“Trygon zugei”，後來的作者將Trygon屬與Dasyatis同義。

## 分布
本魚分布印度西太平洋區，包括中國、台灣、日本、越南、孟加拉、柬埔寨、印尼、馬來西亞、菲律賓、泰國、印度等海域。

## 深度
水深17公尺以上。

## 特徵
本魚體扁平，體盤菱形，前緣略凹入；吻長而尖，嘴巴輕微彎曲，底部沒有乳突，齒細小，密列，成年雄魚的牙齒有尖頭，而稚魚和雌魚的牙齒較鈍；眼小，微突出，眼徑約與噴水孔同大或稍大，腹鰭呈三角形，背面赤褐色，腹面淡白，邊緣灰褐色；成魚自頭後方至尾刺前方具一縱列平扁結鱗；體長可達29公分。

## 生態
本魚為近海底棲性魚類，偶爾會進入河口區，平時常將魚體半埋於沙中，藉機躲避敵害與偷襲獵物。游泳能力不強，以波浪狀方式擺動體盤兩側來游泳。屬肉食性，以小型底棲動物為食，如甲殼類，胎生，雌魚一次產下1-3隻幼魚。尾部具毒刺，易傷人。

## 經濟利用
食用魚，但腥味濃。